# گوشه‌گیر گلوپولکی
گوشه‌گیر گلوپولکی (نام علمی: Phaethornis eurynome) نام یک گونه از سرده گوشه‌گیرمرغ‌ها است.